# Fabio Brescia
Fabio Brescia (Napoli, 8 marzo 1967) è un comico, attore e conduttore radiofonico italiano.

## Biografia
Originario di Napoli, Brescia inizia la sua carriera artistica negli anni ottanta, lavorando nel teatro napoletano rivisitando nei suoi spettacoli artisti come Luisa Conte Carlo Giuffrè e Tato Russo. Successivamente fonda una sua compagnia teatrale, sviluppando un proprio stile basato su comicità surreale e contaminazioni moderne.

### Carriera teatrale
Nel 2019 viene nominato direttore artistico del Teatro Troisi di Napoli, dove propone una programmazione variegata tra tradizione partenopea e innovazione, e fonda una scuola di recitazione, canto e danza. Brescia ha interpretato numerosi spettacoli teatrali, sia come attore che come autore e regista. Tra i suoi lavori più noti si annovera Mpriesteme a mugliereta, commedia cult di Gaetano Di Maio, in cui ha interpretato il ruolo di Lucia.

### Cinema
Brescia ha recitato in diverse produzioni cinematografiche, tra cui Mater Natura di Massimo Andrei, presentato alla Mostra internazionale d'arte cinematografica di Venezia nel 2005 e la serie televisiva Black out su Rai 1 interpretando il ruolo del Boss camorrista e fratello di Giovanni.
Nel corso della sua carriera cinematografica, Fabio Brescia ha preso parte a diverse produzioni, consolidando il proprio profilo artistico anche sul grande schermo. Nel 2024 ha presentato al Festival del Cinema di Roma il film Eterno Visionario di Michele Placido, nel quale interpreta il ruolo di Massimiliano Donadoni, un attore della compagnia di Luigi Pirandello. Nel cast figurano anche Fabrizio Bentivoglio, Valeria Bruni Tedeschi e Federica Vincenti. Per Brescia si tratta della seconda collaborazione con Placido, dopo aver recitato ne L’ombra di Caravaggio. L'anno seguente fa una comparsa nella serie Sara - La donna nell'ombra.
Ha ottenuto diversi riconoscimenti, tra i quali Miglior Attore Non Protagonista al Festival di Cinema Indipendente di Bruxelles e Premio della Critica al Salerno Film Festival.

### Televisione
Ha condotto vari programmi su emittenti locali e nazionali, tra cui Mezzo secolo di canzoni su Canale 21 e Specchio delle mie brame su Telemontecarlo. È stato opinionista nei talk show L’Originale su Rete 4 e Dalle parole ai fatti su Rai 3.

### Radio
In ambito radiofonico è noto per la trasmissione satirica Bastardi, in onda su Radio Kiss Kiss Napoli. Ha collaborato anche con Radio Marte, RTL 102.5 e Radio Ibiza.

### Attività letteraria
Ha pubblicato quattro romanzi. Il suo libro Tienimi per mano ha vinto nel 2010 il Premio Domenico Rea grazie alla giuria popolare.

### Musica
Come cantante ha inciso gli album Soli e Language, distribuiti a livello nazionale. La sua produzione musicale fonde canzone d'autore, pop melodico e richiami alla tradizione napoletana.

## Riconoscimenti
- Premio Domenico Rea – miglior opera di narrativa popolare (2010)[13]
- Premio della Critica – Salerno Film Festival
- Miglior attore non protagonista – Festival Internazionale del Cinema Indipendente di Bruxelles[12]